# Robin Wright
Robin Gayle Wright (n. 8 aprilie 1966, Dallas, Texas, SUA) este o actriță americană. Ea cunoscuta ca personajul Claire Underwood în serialul House of Cards pentru care a câștigat Premiul Globul de Aur pentru cea Mai bună Actriță – Serie de Televiziune Dramă în 2013, prima actriță care a câștigat un Glob de Aur pentru un web de seriale de televiziune. 

## Viața timpurie
Wright s-a născut în Dallas, Texas, parintii sai sunt Gayle (Gaston), o vânzătoare de cosmetice, și Freddie Wright, un angajat al companiei farmaceutice. Wright a fost crescuta în San Diego, California. Ea a studiat la La Jolla High și Taft High School, în Woodland Hills, Los Angeles.

## Cariera

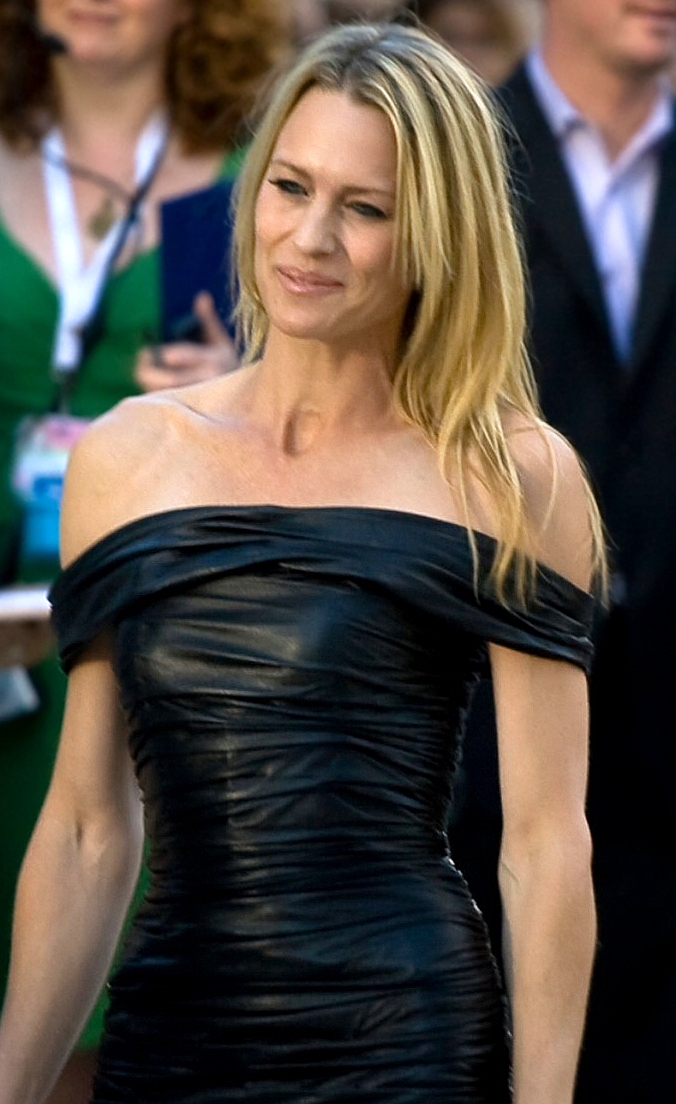
Wright în 2009 la Toronto International Film Festival

Wright și-a început cariera ca model, atunci când ea a avut 14 ani. La vârsta de 18 ani, ea a jucat ca personajul Kelly Capwell în NBC telenovela Santa Barbara, pentru care a primit mai multe nominalizari Emmy Award .

### 1980–2000
În 1996, ea a jucat în rolul principal din adaptarea cinematografică a romanului Moll Flanders (1996) a lui Daniel Defoe, pentru care a primit o nominalizare Satelit de Atribuire pentru cea mai bună actriță într-o dramă. A fost nominalizat pentru un Screen actors Guild Award pentru cea Mai bună Actriță pentru rolul ei în "She's So Lovely" (1997), un film în care ea a jucat cu soțul ei de atunci, Sean Penn. Wright a primit un al treilea Screen actors Guild Award nominalizare pentru rolul din filmul de televiziune Empire Falls (2005).

## Filmografie

### Film
| Year | Title                           | Role                   | Notes |
| ---- | ------------------------------- | ---------------------- | --- |
| 1986 | Hollywood Vice Squad            | Lori Stanton           | |
| 1987 | The Princess Bride              | Buttercup              | Nominated–Saturn Award for Best Actress |
| 1990 | Denial                          | Sara / Loon            | |
| 1990 | State of Grace                  | Kathleen Flannery      | |
| 1992 | The Playboys                    | Tara Maguire           | |
| 1992 | Toys                            | Gwen Tyler             | Nominated–Saturn Award for Best Supporting Actress |
| 1994 | Forrest Gump                    | Jenny Curran           | Nominated–Golden Globe Award for Best Supporting Actress – Motion Picture Nominated–Saturn Award for Best Supporting Actress Nominated–Screen Actors Guild Award for Outstanding Performance by a Female Actor in a Supporting Role                        |
| 1995 | The Crossing Guard              | Jojo                   | |
| 1996 | Moll Flanders                   | Moll Flanders          | Nominated–Satellite Award for Best Actress – Motion Picture |
| 1997 | Loved                           | Hedda Amerson          | Nominated–Independent Spirit Award for Best Female Lead |
| 1997 | She's So Lovely                 | Maureen Murphy Quinn   | Nominated–Screen Actors Guild Award for Outstanding Performance by a Female Actor in a Leading Role |
| 1998 | Hurlyburly                      | Darlene                | |
| 1999 | Message in a Bottle             | Theresa Osborne        | Nominated–Blockbuster Entertainment Award for Favorite Actress – Drama/Romance |
| 2000 | How to Kill Your Neighbor's Dog | Melanie McGowan        | |
| 2000 | Unbreakable                     | Audrey Dunn            | Nominated–Blockbuster Entertainment Award for Favorite Supporting Actress – Suspense |
| 2001 | The Pledge                      | Lori                   | |
| 2001 | The Last Castle                 | Rosalie Irwin          | Uncredited |
| 2002 | Searching for Debra Winger      | Herself                | Documentary |
| 2002 | White Oleander                  | Starr Thomas           | |
| 2003 | The Singing Detective           | Nicola / Nina / Blonde | |
| 2003 | Virgin                          | Mrs. Reynolds          | |
| 2004 | A Home at the End of the World  | Clare                  | |
| 2005 | Nine Lives                      | Diana                  | Locarno International Film Festival Award for Best Actress Nominated–Gotham Independent Film Award for Best Ensemble Performance Nominated–Satellite Award for Best Actress – Motion Picture Nominated–Independent Spirit Award for Best Supporting Female |
| 2005 | Sorry, Haters                   | Phoebe Torrence        | Nominated–Independent Spirit Award for Best Female Lead |
| 2005 | Max                             | Mother                 | Short film |
| 2006 | Breaking and Entering           | Liv Ullmann            | Nominated–British Independent Film Award for Best Actress |
| 2006 | Room 10                         | Frannie Jones          | Short film |
| 2007 | Hounddog                        | Stranger Lady          | |
| 2007 | Beowulf                         | Queen Wealtheow        | |
| 2008 | What Just Happened              | Kelly                  | |
| 2008 | New York, I Love You            | Anna                   | |
| 2009 | State of Play                   | Anne Collins           | |
| 2009 | The Private Lives of Pippa Lee  | Pippa Lee              | |
| 2009 | A Christmas Carol               | Fan Scrooge / Belle    | |
| 2010 | The Conspirator                 | Mary Surratt           | |
| 2011 | Moneyball                       | Sharon Beane           | |
| 2011 | Rampart                         | Linda Fentress         | |
| 2011 | The Girl with the Dragon Tattoo | Erika Berger           | |
| 2013 | The Congress                    | Robin Wright           | |
| 2013 | Adore                           | Roz                    | |
| 2014 | A Most Wanted Man               | Martha Sullivan        | |
| 2015 | Everest                         | Peach Weathers         | |
| 2017 | Wonder Woman                    | General Antiope        | |
| 2017 | Blade Runner 2049               | Lieutenant Joshi       | |
| 2017 | Justice League                  | General Antiope        | Post-production |

### Televiziune
| An           | Titlu               | Rolul            | Note |
| ------------ | ------------------- | ---------------- | --- |
| 1983-84      | Trandafirul Galben  | Barbara Anderson | 2 episoade |
| 1984-88      | Santa Barbara       | Kelly Capwell    | 538 episoade Soap Opera Digest Award pentru Restante Eroina Nominalizat–Soap Opera Digest Awards pentru Restante mai Tanara Actrita de Plumb Nominalizat–Daytime Emmy Award pentru Restante mai Tânără Actriță într-un serial dramatic (1986-1988) |
| 2005         | Empire Falls        | Grace Roby       | Nominalizat–Screen actors Guild Award pentru Performanțe Remarcabile de către o Femeie Actor într-o Miniserie sau Film de Televiziune |
| 2011         | Saturday Night Live | Jenny Curran     | Episod: "Tina Fey/Ellie Goulding" |
| 2011         | Luminat             | Sandy            | 2 episoade |
| 2013–prezent | Casa de Carduri     | Claire Underwood | Rolul principal, producător executiv (Sezonul 4) și director (7 episoade). Premiul Globul de aur pentru cea Mai bună Actriță – Serie de Televiziune Dramă Aur Derby Premiul pentru cea Mai bună Actriță într-un serial dramatic Satellite Award pentru cea Mai bună Actriță – Serie de Televiziune Dramă Nominalizat–Critics' Choice Television Award pentru cea Mai bună Actriță într-un serial dramatic (2014, 2016) Nominalizat–Premiul Globul de Aur pentru cea Mai bună Actriță – Serie de Televiziune Dramă (2015-2016) Nominalizat–Aur Derby Premiul pentru cea Mai bună Actriță într-un serial dramatic (2014-2015) Nominalizat–Online Film și Televiziune de Asociere Premiul pentru cea Mai bună Actriță într-un serial dramatic (2013-2016) Nominalizat–Primetime Emmy Award pentru merite Deosebite Duce Actriță într-un serial dramatic (2013-2017) Nominalizat–Primetime Emmy Award for Outstanding Drama Series Nominalizat–Producători Guild of America Award pentru cel Mai bun Episodic Drama Nominalizat–Satellite Award pentru cea Mai bună Actriță – Serie de Televiziune Dramă (2015-2016) Nominalizat–Screen actors Guild Award pentru Performanțe Remarcabile de către o Femeie Actor într-un serial dramatic (2015-2017) Nominalizat–Screen actors Guild Award pentru Performanțe Remarcabile de un Ansamblu într-un serial dramatic (2015-2016) |

## Legaturi externe
- Robin Wright la Internet Movie Database
- Robin Wright la TCM Movie Database
- Robin Wright la Allmovie
- Robin Wright Fansite